# Euthynnus affinis
Euthynnus affinis es una especie de peces de la familia Scombridae en el orden de los Perciformes.

## Morfología
• Los machos pueden llegar alcanzar los 100 cm de longitud total y los 14 kg de peso.

## Distribución geográfica
Se encuentra en el Índico y en el Pacífico occidental.